# San Marino a 2020. évi téli ifjúsági olimpiai játékokon
San Marino a Lausanneban megrendezett 2020. évi téli ifjúsági olimpiai játékok egyik részt vevő nemzete volt.

## Alpesisí

### Fiú
| Versenyző         | Versenyszám      | 1. futam | 1. futam | 2. futam | 2. futam | Összesen | Összesen |
| Versenyző         | Versenyszám      | Idő      | Hely.    | Idő      | Hely.    | Idő      | Hely.    |
| ----------------- | ---------------- | -------- | -------- | -------- | -------- | -------- | -------- |
| Alberto Tamagnini | Műlesiklás       | 47,63    | 48.      | 49,99    | 35.      | 1:37,62  | 35.      |
| Alberto Tamagnini | Óriás-műlesiklás | 1:14,05  | 49.      | 1:14,86  | 46.      | 2:28,91  | 45.      |